# عمر الراشدی
عمر الراشدی (انگلیسی: Omar Al-Rashedi؛ زادهٔ ۲۵ آوریل ۱۹۹۴) بازیکن فوتبال اهل امارات متحده عربی است.